# Enoo
Enoo /vlastiti naziv,/ jedno od ranih plemena porodice Alacalufan koje je u 16. stoljeću živjelo na otocima tada nazivanim Penguin (St. Martha i St. Magdalen Islands), blizu otoka Elizabeth, gdje su masakrirani 1599. godine. Spominje ih Oliver Van Noort (1589), navodeći uz još četiri plemena od kojih je jedno (peto) bilo divovskog rasta, (Tiremenen), a ostala četiri niskog, i to Enoo, Kemenites, Karaike i Kenneka.